# Полузакрытые дебюты
|   | a | b | c | d | e | f | g | h |   |
| - | --- | --- | --- | --- | --- | --- | --- | --- | - |
| 8 | a8 чёрная ладья · b8 чёрный конь · c8 чёрный слон · d8 чёрный ферзь · e8 чёрный король · f8 чёрный слон · g8 чёрный конь · h8 чёрная ладья · a7 чёрная пешка · b7 чёрная пешка · c7 чёрная пешка · d7 чёрная пешка · e7 чёрная пешка · g7 чёрная пешка · h7 чёрная пешка · f5 чёрная пешка · d4 белая пешка · a2 белая пешка · b2 белая пешка · c2 белая пешка · e2 белая пешка · f2 белая пешка · g2 белая пешка · h2 белая пешка · a1 белая ладья · b1 белый конь · c1 белый слон · d1 белый ферзь · e1 белый король · f1 белый слон · g1 белый конь · h1 белая ладья | a8 чёрная ладья · b8 чёрный конь · c8 чёрный слон · d8 чёрный ферзь · e8 чёрный король · f8 чёрный слон · g8 чёрный конь · h8 чёрная ладья · a7 чёрная пешка · b7 чёрная пешка · c7 чёрная пешка · d7 чёрная пешка · e7 чёрная пешка · g7 чёрная пешка · h7 чёрная пешка · f5 чёрная пешка · d4 белая пешка · a2 белая пешка · b2 белая пешка · c2 белая пешка · e2 белая пешка · f2 белая пешка · g2 белая пешка · h2 белая пешка · a1 белая ладья · b1 белый конь · c1 белый слон · d1 белый ферзь · e1 белый король · f1 белый слон · g1 белый конь · h1 белая ладья | a8 чёрная ладья · b8 чёрный конь · c8 чёрный слон · d8 чёрный ферзь · e8 чёрный король · f8 чёрный слон · g8 чёрный конь · h8 чёрная ладья · a7 чёрная пешка · b7 чёрная пешка · c7 чёрная пешка · d7 чёрная пешка · e7 чёрная пешка · g7 чёрная пешка · h7 чёрная пешка · f5 чёрная пешка · d4 белая пешка · a2 белая пешка · b2 белая пешка · c2 белая пешка · e2 белая пешка · f2 белая пешка · g2 белая пешка · h2 белая пешка · a1 белая ладья · b1 белый конь · c1 белый слон · d1 белый ферзь · e1 белый король · f1 белый слон · g1 белый конь · h1 белая ладья | a8 чёрная ладья · b8 чёрный конь · c8 чёрный слон · d8 чёрный ферзь · e8 чёрный король · f8 чёрный слон · g8 чёрный конь · h8 чёрная ладья · a7 чёрная пешка · b7 чёрная пешка · c7 чёрная пешка · d7 чёрная пешка · e7 чёрная пешка · g7 чёрная пешка · h7 чёрная пешка · f5 чёрная пешка · d4 белая пешка · a2 белая пешка · b2 белая пешка · c2 белая пешка · e2 белая пешка · f2 белая пешка · g2 белая пешка · h2 белая пешка · a1 белая ладья · b1 белый конь · c1 белый слон · d1 белый ферзь · e1 белый король · f1 белый слон · g1 белый конь · h1 белая ладья | a8 чёрная ладья · b8 чёрный конь · c8 чёрный слон · d8 чёрный ферзь · e8 чёрный король · f8 чёрный слон · g8 чёрный конь · h8 чёрная ладья · a7 чёрная пешка · b7 чёрная пешка · c7 чёрная пешка · d7 чёрная пешка · e7 чёрная пешка · g7 чёрная пешка · h7 чёрная пешка · f5 чёрная пешка · d4 белая пешка · a2 белая пешка · b2 белая пешка · c2 белая пешка · e2 белая пешка · f2 белая пешка · g2 белая пешка · h2 белая пешка · a1 белая ладья · b1 белый конь · c1 белый слон · d1 белый ферзь · e1 белый король · f1 белый слон · g1 белый конь · h1 белая ладья | a8 чёрная ладья · b8 чёрный конь · c8 чёрный слон · d8 чёрный ферзь · e8 чёрный король · f8 чёрный слон · g8 чёрный конь · h8 чёрная ладья · a7 чёрная пешка · b7 чёрная пешка · c7 чёрная пешка · d7 чёрная пешка · e7 чёрная пешка · g7 чёрная пешка · h7 чёрная пешка · f5 чёрная пешка · d4 белая пешка · a2 белая пешка · b2 белая пешка · c2 белая пешка · e2 белая пешка · f2 белая пешка · g2 белая пешка · h2 белая пешка · a1 белая ладья · b1 белый конь · c1 белый слон · d1 белый ферзь · e1 белый король · f1 белый слон · g1 белый конь · h1 белая ладья | a8 чёрная ладья · b8 чёрный конь · c8 чёрный слон · d8 чёрный ферзь · e8 чёрный король · f8 чёрный слон · g8 чёрный конь · h8 чёрная ладья · a7 чёрная пешка · b7 чёрная пешка · c7 чёрная пешка · d7 чёрная пешка · e7 чёрная пешка · g7 чёрная пешка · h7 чёрная пешка · f5 чёрная пешка · d4 белая пешка · a2 белая пешка · b2 белая пешка · c2 белая пешка · e2 белая пешка · f2 белая пешка · g2 белая пешка · h2 белая пешка · a1 белая ладья · b1 белый конь · c1 белый слон · d1 белый ферзь · e1 белый король · f1 белый слон · g1 белый конь · h1 белая ладья | a8 чёрная ладья · b8 чёрный конь · c8 чёрный слон · d8 чёрный ферзь · e8 чёрный король · f8 чёрный слон · g8 чёрный конь · h8 чёрная ладья · a7 чёрная пешка · b7 чёрная пешка · c7 чёрная пешка · d7 чёрная пешка · e7 чёрная пешка · g7 чёрная пешка · h7 чёрная пешка · f5 чёрная пешка · d4 белая пешка · a2 белая пешка · b2 белая пешка · c2 белая пешка · e2 белая пешка · f2 белая пешка · g2 белая пешка · h2 белая пешка · a1 белая ладья · b1 белый конь · c1 белый слон · d1 белый ферзь · e1 белый король · f1 белый слон · g1 белый конь · h1 белая ладья | 8 |
| 7 | a8 чёрная ладья · b8 чёрный конь · c8 чёрный слон · d8 чёрный ферзь · e8 чёрный король · f8 чёрный слон · g8 чёрный конь · h8 чёрная ладья · a7 чёрная пешка · b7 чёрная пешка · c7 чёрная пешка · d7 чёрная пешка · e7 чёрная пешка · g7 чёрная пешка · h7 чёрная пешка · f5 чёрная пешка · d4 белая пешка · a2 белая пешка · b2 белая пешка · c2 белая пешка · e2 белая пешка · f2 белая пешка · g2 белая пешка · h2 белая пешка · a1 белая ладья · b1 белый конь · c1 белый слон · d1 белый ферзь · e1 белый король · f1 белый слон · g1 белый конь · h1 белая ладья | a8 чёрная ладья · b8 чёрный конь · c8 чёрный слон · d8 чёрный ферзь · e8 чёрный король · f8 чёрный слон · g8 чёрный конь · h8 чёрная ладья · a7 чёрная пешка · b7 чёрная пешка · c7 чёрная пешка · d7 чёрная пешка · e7 чёрная пешка · g7 чёрная пешка · h7 чёрная пешка · f5 чёрная пешка · d4 белая пешка · a2 белая пешка · b2 белая пешка · c2 белая пешка · e2 белая пешка · f2 белая пешка · g2 белая пешка · h2 белая пешка · a1 белая ладья · b1 белый конь · c1 белый слон · d1 белый ферзь · e1 белый король · f1 белый слон · g1 белый конь · h1 белая ладья | a8 чёрная ладья · b8 чёрный конь · c8 чёрный слон · d8 чёрный ферзь · e8 чёрный король · f8 чёрный слон · g8 чёрный конь · h8 чёрная ладья · a7 чёрная пешка · b7 чёрная пешка · c7 чёрная пешка · d7 чёрная пешка · e7 чёрная пешка · g7 чёрная пешка · h7 чёрная пешка · f5 чёрная пешка · d4 белая пешка · a2 белая пешка · b2 белая пешка · c2 белая пешка · e2 белая пешка · f2 белая пешка · g2 белая пешка · h2 белая пешка · a1 белая ладья · b1 белый конь · c1 белый слон · d1 белый ферзь · e1 белый король · f1 белый слон · g1 белый конь · h1 белая ладья | a8 чёрная ладья · b8 чёрный конь · c8 чёрный слон · d8 чёрный ферзь · e8 чёрный король · f8 чёрный слон · g8 чёрный конь · h8 чёрная ладья · a7 чёрная пешка · b7 чёрная пешка · c7 чёрная пешка · d7 чёрная пешка · e7 чёрная пешка · g7 чёрная пешка · h7 чёрная пешка · f5 чёрная пешка · d4 белая пешка · a2 белая пешка · b2 белая пешка · c2 белая пешка · e2 белая пешка · f2 белая пешка · g2 белая пешка · h2 белая пешка · a1 белая ладья · b1 белый конь · c1 белый слон · d1 белый ферзь · e1 белый король · f1 белый слон · g1 белый конь · h1 белая ладья | a8 чёрная ладья · b8 чёрный конь · c8 чёрный слон · d8 чёрный ферзь · e8 чёрный король · f8 чёрный слон · g8 чёрный конь · h8 чёрная ладья · a7 чёрная пешка · b7 чёрная пешка · c7 чёрная пешка · d7 чёрная пешка · e7 чёрная пешка · g7 чёрная пешка · h7 чёрная пешка · f5 чёрная пешка · d4 белая пешка · a2 белая пешка · b2 белая пешка · c2 белая пешка · e2 белая пешка · f2 белая пешка · g2 белая пешка · h2 белая пешка · a1 белая ладья · b1 белый конь · c1 белый слон · d1 белый ферзь · e1 белый король · f1 белый слон · g1 белый конь · h1 белая ладья | a8 чёрная ладья · b8 чёрный конь · c8 чёрный слон · d8 чёрный ферзь · e8 чёрный король · f8 чёрный слон · g8 чёрный конь · h8 чёрная ладья · a7 чёрная пешка · b7 чёрная пешка · c7 чёрная пешка · d7 чёрная пешка · e7 чёрная пешка · g7 чёрная пешка · h7 чёрная пешка · f5 чёрная пешка · d4 белая пешка · a2 белая пешка · b2 белая пешка · c2 белая пешка · e2 белая пешка · f2 белая пешка · g2 белая пешка · h2 белая пешка · a1 белая ладья · b1 белый конь · c1 белый слон · d1 белый ферзь · e1 белый король · f1 белый слон · g1 белый конь · h1 белая ладья | a8 чёрная ладья · b8 чёрный конь · c8 чёрный слон · d8 чёрный ферзь · e8 чёрный король · f8 чёрный слон · g8 чёрный конь · h8 чёрная ладья · a7 чёрная пешка · b7 чёрная пешка · c7 чёрная пешка · d7 чёрная пешка · e7 чёрная пешка · g7 чёрная пешка · h7 чёрная пешка · f5 чёрная пешка · d4 белая пешка · a2 белая пешка · b2 белая пешка · c2 белая пешка · e2 белая пешка · f2 белая пешка · g2 белая пешка · h2 белая пешка · a1 белая ладья · b1 белый конь · c1 белый слон · d1 белый ферзь · e1 белый король · f1 белый слон · g1 белый конь · h1 белая ладья | a8 чёрная ладья · b8 чёрный конь · c8 чёрный слон · d8 чёрный ферзь · e8 чёрный король · f8 чёрный слон · g8 чёрный конь · h8 чёрная ладья · a7 чёрная пешка · b7 чёрная пешка · c7 чёрная пешка · d7 чёрная пешка · e7 чёрная пешка · g7 чёрная пешка · h7 чёрная пешка · f5 чёрная пешка · d4 белая пешка · a2 белая пешка · b2 белая пешка · c2 белая пешка · e2 белая пешка · f2 белая пешка · g2 белая пешка · h2 белая пешка · a1 белая ладья · b1 белый конь · c1 белый слон · d1 белый ферзь · e1 белый король · f1 белый слон · g1 белый конь · h1 белая ладья | 7 |
| 6 | a8 чёрная ладья · b8 чёрный конь · c8 чёрный слон · d8 чёрный ферзь · e8 чёрный король · f8 чёрный слон · g8 чёрный конь · h8 чёрная ладья · a7 чёрная пешка · b7 чёрная пешка · c7 чёрная пешка · d7 чёрная пешка · e7 чёрная пешка · g7 чёрная пешка · h7 чёрная пешка · f5 чёрная пешка · d4 белая пешка · a2 белая пешка · b2 белая пешка · c2 белая пешка · e2 белая пешка · f2 белая пешка · g2 белая пешка · h2 белая пешка · a1 белая ладья · b1 белый конь · c1 белый слон · d1 белый ферзь · e1 белый король · f1 белый слон · g1 белый конь · h1 белая ладья | a8 чёрная ладья · b8 чёрный конь · c8 чёрный слон · d8 чёрный ферзь · e8 чёрный король · f8 чёрный слон · g8 чёрный конь · h8 чёрная ладья · a7 чёрная пешка · b7 чёрная пешка · c7 чёрная пешка · d7 чёрная пешка · e7 чёрная пешка · g7 чёрная пешка · h7 чёрная пешка · f5 чёрная пешка · d4 белая пешка · a2 белая пешка · b2 белая пешка · c2 белая пешка · e2 белая пешка · f2 белая пешка · g2 белая пешка · h2 белая пешка · a1 белая ладья · b1 белый конь · c1 белый слон · d1 белый ферзь · e1 белый король · f1 белый слон · g1 белый конь · h1 белая ладья | a8 чёрная ладья · b8 чёрный конь · c8 чёрный слон · d8 чёрный ферзь · e8 чёрный король · f8 чёрный слон · g8 чёрный конь · h8 чёрная ладья · a7 чёрная пешка · b7 чёрная пешка · c7 чёрная пешка · d7 чёрная пешка · e7 чёрная пешка · g7 чёрная пешка · h7 чёрная пешка · f5 чёрная пешка · d4 белая пешка · a2 белая пешка · b2 белая пешка · c2 белая пешка · e2 белая пешка · f2 белая пешка · g2 белая пешка · h2 белая пешка · a1 белая ладья · b1 белый конь · c1 белый слон · d1 белый ферзь · e1 белый король · f1 белый слон · g1 белый конь · h1 белая ладья | a8 чёрная ладья · b8 чёрный конь · c8 чёрный слон · d8 чёрный ферзь · e8 чёрный король · f8 чёрный слон · g8 чёрный конь · h8 чёрная ладья · a7 чёрная пешка · b7 чёрная пешка · c7 чёрная пешка · d7 чёрная пешка · e7 чёрная пешка · g7 чёрная пешка · h7 чёрная пешка · f5 чёрная пешка · d4 белая пешка · a2 белая пешка · b2 белая пешка · c2 белая пешка · e2 белая пешка · f2 белая пешка · g2 белая пешка · h2 белая пешка · a1 белая ладья · b1 белый конь · c1 белый слон · d1 белый ферзь · e1 белый король · f1 белый слон · g1 белый конь · h1 белая ладья | a8 чёрная ладья · b8 чёрный конь · c8 чёрный слон · d8 чёрный ферзь · e8 чёрный король · f8 чёрный слон · g8 чёрный конь · h8 чёрная ладья · a7 чёрная пешка · b7 чёрная пешка · c7 чёрная пешка · d7 чёрная пешка · e7 чёрная пешка · g7 чёрная пешка · h7 чёрная пешка · f5 чёрная пешка · d4 белая пешка · a2 белая пешка · b2 белая пешка · c2 белая пешка · e2 белая пешка · f2 белая пешка · g2 белая пешка · h2 белая пешка · a1 белая ладья · b1 белый конь · c1 белый слон · d1 белый ферзь · e1 белый король · f1 белый слон · g1 белый конь · h1 белая ладья | a8 чёрная ладья · b8 чёрный конь · c8 чёрный слон · d8 чёрный ферзь · e8 чёрный король · f8 чёрный слон · g8 чёрный конь · h8 чёрная ладья · a7 чёрная пешка · b7 чёрная пешка · c7 чёрная пешка · d7 чёрная пешка · e7 чёрная пешка · g7 чёрная пешка · h7 чёрная пешка · f5 чёрная пешка · d4 белая пешка · a2 белая пешка · b2 белая пешка · c2 белая пешка · e2 белая пешка · f2 белая пешка · g2 белая пешка · h2 белая пешка · a1 белая ладья · b1 белый конь · c1 белый слон · d1 белый ферзь · e1 белый король · f1 белый слон · g1 белый конь · h1 белая ладья | a8 чёрная ладья · b8 чёрный конь · c8 чёрный слон · d8 чёрный ферзь · e8 чёрный король · f8 чёрный слон · g8 чёрный конь · h8 чёрная ладья · a7 чёрная пешка · b7 чёрная пешка · c7 чёрная пешка · d7 чёрная пешка · e7 чёрная пешка · g7 чёрная пешка · h7 чёрная пешка · f5 чёрная пешка · d4 белая пешка · a2 белая пешка · b2 белая пешка · c2 белая пешка · e2 белая пешка · f2 белая пешка · g2 белая пешка · h2 белая пешка · a1 белая ладья · b1 белый конь · c1 белый слон · d1 белый ферзь · e1 белый король · f1 белый слон · g1 белый конь · h1 белая ладья | a8 чёрная ладья · b8 чёрный конь · c8 чёрный слон · d8 чёрный ферзь · e8 чёрный король · f8 чёрный слон · g8 чёрный конь · h8 чёрная ладья · a7 чёрная пешка · b7 чёрная пешка · c7 чёрная пешка · d7 чёрная пешка · e7 чёрная пешка · g7 чёрная пешка · h7 чёрная пешка · f5 чёрная пешка · d4 белая пешка · a2 белая пешка · b2 белая пешка · c2 белая пешка · e2 белая пешка · f2 белая пешка · g2 белая пешка · h2 белая пешка · a1 белая ладья · b1 белый конь · c1 белый слон · d1 белый ферзь · e1 белый король · f1 белый слон · g1 белый конь · h1 белая ладья | 6 |
| 5 | a8 чёрная ладья · b8 чёрный конь · c8 чёрный слон · d8 чёрный ферзь · e8 чёрный король · f8 чёрный слон · g8 чёрный конь · h8 чёрная ладья · a7 чёрная пешка · b7 чёрная пешка · c7 чёрная пешка · d7 чёрная пешка · e7 чёрная пешка · g7 чёрная пешка · h7 чёрная пешка · f5 чёрная пешка · d4 белая пешка · a2 белая пешка · b2 белая пешка · c2 белая пешка · e2 белая пешка · f2 белая пешка · g2 белая пешка · h2 белая пешка · a1 белая ладья · b1 белый конь · c1 белый слон · d1 белый ферзь · e1 белый король · f1 белый слон · g1 белый конь · h1 белая ладья | a8 чёрная ладья · b8 чёрный конь · c8 чёрный слон · d8 чёрный ферзь · e8 чёрный король · f8 чёрный слон · g8 чёрный конь · h8 чёрная ладья · a7 чёрная пешка · b7 чёрная пешка · c7 чёрная пешка · d7 чёрная пешка · e7 чёрная пешка · g7 чёрная пешка · h7 чёрная пешка · f5 чёрная пешка · d4 белая пешка · a2 белая пешка · b2 белая пешка · c2 белая пешка · e2 белая пешка · f2 белая пешка · g2 белая пешка · h2 белая пешка · a1 белая ладья · b1 белый конь · c1 белый слон · d1 белый ферзь · e1 белый король · f1 белый слон · g1 белый конь · h1 белая ладья | a8 чёрная ладья · b8 чёрный конь · c8 чёрный слон · d8 чёрный ферзь · e8 чёрный король · f8 чёрный слон · g8 чёрный конь · h8 чёрная ладья · a7 чёрная пешка · b7 чёрная пешка · c7 чёрная пешка · d7 чёрная пешка · e7 чёрная пешка · g7 чёрная пешка · h7 чёрная пешка · f5 чёрная пешка · d4 белая пешка · a2 белая пешка · b2 белая пешка · c2 белая пешка · e2 белая пешка · f2 белая пешка · g2 белая пешка · h2 белая пешка · a1 белая ладья · b1 белый конь · c1 белый слон · d1 белый ферзь · e1 белый король · f1 белый слон · g1 белый конь · h1 белая ладья | a8 чёрная ладья · b8 чёрный конь · c8 чёрный слон · d8 чёрный ферзь · e8 чёрный король · f8 чёрный слон · g8 чёрный конь · h8 чёрная ладья · a7 чёрная пешка · b7 чёрная пешка · c7 чёрная пешка · d7 чёрная пешка · e7 чёрная пешка · g7 чёрная пешка · h7 чёрная пешка · f5 чёрная пешка · d4 белая пешка · a2 белая пешка · b2 белая пешка · c2 белая пешка · e2 белая пешка · f2 белая пешка · g2 белая пешка · h2 белая пешка · a1 белая ладья · b1 белый конь · c1 белый слон · d1 белый ферзь · e1 белый король · f1 белый слон · g1 белый конь · h1 белая ладья | a8 чёрная ладья · b8 чёрный конь · c8 чёрный слон · d8 чёрный ферзь · e8 чёрный король · f8 чёрный слон · g8 чёрный конь · h8 чёрная ладья · a7 чёрная пешка · b7 чёрная пешка · c7 чёрная пешка · d7 чёрная пешка · e7 чёрная пешка · g7 чёрная пешка · h7 чёрная пешка · f5 чёрная пешка · d4 белая пешка · a2 белая пешка · b2 белая пешка · c2 белая пешка · e2 белая пешка · f2 белая пешка · g2 белая пешка · h2 белая пешка · a1 белая ладья · b1 белый конь · c1 белый слон · d1 белый ферзь · e1 белый король · f1 белый слон · g1 белый конь · h1 белая ладья | a8 чёрная ладья · b8 чёрный конь · c8 чёрный слон · d8 чёрный ферзь · e8 чёрный король · f8 чёрный слон · g8 чёрный конь · h8 чёрная ладья · a7 чёрная пешка · b7 чёрная пешка · c7 чёрная пешка · d7 чёрная пешка · e7 чёрная пешка · g7 чёрная пешка · h7 чёрная пешка · f5 чёрная пешка · d4 белая пешка · a2 белая пешка · b2 белая пешка · c2 белая пешка · e2 белая пешка · f2 белая пешка · g2 белая пешка · h2 белая пешка · a1 белая ладья · b1 белый конь · c1 белый слон · d1 белый ферзь · e1 белый король · f1 белый слон · g1 белый конь · h1 белая ладья | a8 чёрная ладья · b8 чёрный конь · c8 чёрный слон · d8 чёрный ферзь · e8 чёрный король · f8 чёрный слон · g8 чёрный конь · h8 чёрная ладья · a7 чёрная пешка · b7 чёрная пешка · c7 чёрная пешка · d7 чёрная пешка · e7 чёрная пешка · g7 чёрная пешка · h7 чёрная пешка · f5 чёрная пешка · d4 белая пешка · a2 белая пешка · b2 белая пешка · c2 белая пешка · e2 белая пешка · f2 белая пешка · g2 белая пешка · h2 белая пешка · a1 белая ладья · b1 белый конь · c1 белый слон · d1 белый ферзь · e1 белый король · f1 белый слон · g1 белый конь · h1 белая ладья | a8 чёрная ладья · b8 чёрный конь · c8 чёрный слон · d8 чёрный ферзь · e8 чёрный король · f8 чёрный слон · g8 чёрный конь · h8 чёрная ладья · a7 чёрная пешка · b7 чёрная пешка · c7 чёрная пешка · d7 чёрная пешка · e7 чёрная пешка · g7 чёрная пешка · h7 чёрная пешка · f5 чёрная пешка · d4 белая пешка · a2 белая пешка · b2 белая пешка · c2 белая пешка · e2 белая пешка · f2 белая пешка · g2 белая пешка · h2 белая пешка · a1 белая ладья · b1 белый конь · c1 белый слон · d1 белый ферзь · e1 белый король · f1 белый слон · g1 белый конь · h1 белая ладья | 5 |
| 4 | a8 чёрная ладья · b8 чёрный конь · c8 чёрный слон · d8 чёрный ферзь · e8 чёрный король · f8 чёрный слон · g8 чёрный конь · h8 чёрная ладья · a7 чёрная пешка · b7 чёрная пешка · c7 чёрная пешка · d7 чёрная пешка · e7 чёрная пешка · g7 чёрная пешка · h7 чёрная пешка · f5 чёрная пешка · d4 белая пешка · a2 белая пешка · b2 белая пешка · c2 белая пешка · e2 белая пешка · f2 белая пешка · g2 белая пешка · h2 белая пешка · a1 белая ладья · b1 белый конь · c1 белый слон · d1 белый ферзь · e1 белый король · f1 белый слон · g1 белый конь · h1 белая ладья | a8 чёрная ладья · b8 чёрный конь · c8 чёрный слон · d8 чёрный ферзь · e8 чёрный король · f8 чёрный слон · g8 чёрный конь · h8 чёрная ладья · a7 чёрная пешка · b7 чёрная пешка · c7 чёрная пешка · d7 чёрная пешка · e7 чёрная пешка · g7 чёрная пешка · h7 чёрная пешка · f5 чёрная пешка · d4 белая пешка · a2 белая пешка · b2 белая пешка · c2 белая пешка · e2 белая пешка · f2 белая пешка · g2 белая пешка · h2 белая пешка · a1 белая ладья · b1 белый конь · c1 белый слон · d1 белый ферзь · e1 белый король · f1 белый слон · g1 белый конь · h1 белая ладья | a8 чёрная ладья · b8 чёрный конь · c8 чёрный слон · d8 чёрный ферзь · e8 чёрный король · f8 чёрный слон · g8 чёрный конь · h8 чёрная ладья · a7 чёрная пешка · b7 чёрная пешка · c7 чёрная пешка · d7 чёрная пешка · e7 чёрная пешка · g7 чёрная пешка · h7 чёрная пешка · f5 чёрная пешка · d4 белая пешка · a2 белая пешка · b2 белая пешка · c2 белая пешка · e2 белая пешка · f2 белая пешка · g2 белая пешка · h2 белая пешка · a1 белая ладья · b1 белый конь · c1 белый слон · d1 белый ферзь · e1 белый король · f1 белый слон · g1 белый конь · h1 белая ладья | a8 чёрная ладья · b8 чёрный конь · c8 чёрный слон · d8 чёрный ферзь · e8 чёрный король · f8 чёрный слон · g8 чёрный конь · h8 чёрная ладья · a7 чёрная пешка · b7 чёрная пешка · c7 чёрная пешка · d7 чёрная пешка · e7 чёрная пешка · g7 чёрная пешка · h7 чёрная пешка · f5 чёрная пешка · d4 белая пешка · a2 белая пешка · b2 белая пешка · c2 белая пешка · e2 белая пешка · f2 белая пешка · g2 белая пешка · h2 белая пешка · a1 белая ладья · b1 белый конь · c1 белый слон · d1 белый ферзь · e1 белый король · f1 белый слон · g1 белый конь · h1 белая ладья | a8 чёрная ладья · b8 чёрный конь · c8 чёрный слон · d8 чёрный ферзь · e8 чёрный король · f8 чёрный слон · g8 чёрный конь · h8 чёрная ладья · a7 чёрная пешка · b7 чёрная пешка · c7 чёрная пешка · d7 чёрная пешка · e7 чёрная пешка · g7 чёрная пешка · h7 чёрная пешка · f5 чёрная пешка · d4 белая пешка · a2 белая пешка · b2 белая пешка · c2 белая пешка · e2 белая пешка · f2 белая пешка · g2 белая пешка · h2 белая пешка · a1 белая ладья · b1 белый конь · c1 белый слон · d1 белый ферзь · e1 белый король · f1 белый слон · g1 белый конь · h1 белая ладья | a8 чёрная ладья · b8 чёрный конь · c8 чёрный слон · d8 чёрный ферзь · e8 чёрный король · f8 чёрный слон · g8 чёрный конь · h8 чёрная ладья · a7 чёрная пешка · b7 чёрная пешка · c7 чёрная пешка · d7 чёрная пешка · e7 чёрная пешка · g7 чёрная пешка · h7 чёрная пешка · f5 чёрная пешка · d4 белая пешка · a2 белая пешка · b2 белая пешка · c2 белая пешка · e2 белая пешка · f2 белая пешка · g2 белая пешка · h2 белая пешка · a1 белая ладья · b1 белый конь · c1 белый слон · d1 белый ферзь · e1 белый король · f1 белый слон · g1 белый конь · h1 белая ладья | a8 чёрная ладья · b8 чёрный конь · c8 чёрный слон · d8 чёрный ферзь · e8 чёрный король · f8 чёрный слон · g8 чёрный конь · h8 чёрная ладья · a7 чёрная пешка · b7 чёрная пешка · c7 чёрная пешка · d7 чёрная пешка · e7 чёрная пешка · g7 чёрная пешка · h7 чёрная пешка · f5 чёрная пешка · d4 белая пешка · a2 белая пешка · b2 белая пешка · c2 белая пешка · e2 белая пешка · f2 белая пешка · g2 белая пешка · h2 белая пешка · a1 белая ладья · b1 белый конь · c1 белый слон · d1 белый ферзь · e1 белый король · f1 белый слон · g1 белый конь · h1 белая ладья | a8 чёрная ладья · b8 чёрный конь · c8 чёрный слон · d8 чёрный ферзь · e8 чёрный король · f8 чёрный слон · g8 чёрный конь · h8 чёрная ладья · a7 чёрная пешка · b7 чёрная пешка · c7 чёрная пешка · d7 чёрная пешка · e7 чёрная пешка · g7 чёрная пешка · h7 чёрная пешка · f5 чёрная пешка · d4 белая пешка · a2 белая пешка · b2 белая пешка · c2 белая пешка · e2 белая пешка · f2 белая пешка · g2 белая пешка · h2 белая пешка · a1 белая ладья · b1 белый конь · c1 белый слон · d1 белый ферзь · e1 белый король · f1 белый слон · g1 белый конь · h1 белая ладья | 4 |
| 3 | a8 чёрная ладья · b8 чёрный конь · c8 чёрный слон · d8 чёрный ферзь · e8 чёрный король · f8 чёрный слон · g8 чёрный конь · h8 чёрная ладья · a7 чёрная пешка · b7 чёрная пешка · c7 чёрная пешка · d7 чёрная пешка · e7 чёрная пешка · g7 чёрная пешка · h7 чёрная пешка · f5 чёрная пешка · d4 белая пешка · a2 белая пешка · b2 белая пешка · c2 белая пешка · e2 белая пешка · f2 белая пешка · g2 белая пешка · h2 белая пешка · a1 белая ладья · b1 белый конь · c1 белый слон · d1 белый ферзь · e1 белый король · f1 белый слон · g1 белый конь · h1 белая ладья | a8 чёрная ладья · b8 чёрный конь · c8 чёрный слон · d8 чёрный ферзь · e8 чёрный король · f8 чёрный слон · g8 чёрный конь · h8 чёрная ладья · a7 чёрная пешка · b7 чёрная пешка · c7 чёрная пешка · d7 чёрная пешка · e7 чёрная пешка · g7 чёрная пешка · h7 чёрная пешка · f5 чёрная пешка · d4 белая пешка · a2 белая пешка · b2 белая пешка · c2 белая пешка · e2 белая пешка · f2 белая пешка · g2 белая пешка · h2 белая пешка · a1 белая ладья · b1 белый конь · c1 белый слон · d1 белый ферзь · e1 белый король · f1 белый слон · g1 белый конь · h1 белая ладья | a8 чёрная ладья · b8 чёрный конь · c8 чёрный слон · d8 чёрный ферзь · e8 чёрный король · f8 чёрный слон · g8 чёрный конь · h8 чёрная ладья · a7 чёрная пешка · b7 чёрная пешка · c7 чёрная пешка · d7 чёрная пешка · e7 чёрная пешка · g7 чёрная пешка · h7 чёрная пешка · f5 чёрная пешка · d4 белая пешка · a2 белая пешка · b2 белая пешка · c2 белая пешка · e2 белая пешка · f2 белая пешка · g2 белая пешка · h2 белая пешка · a1 белая ладья · b1 белый конь · c1 белый слон · d1 белый ферзь · e1 белый король · f1 белый слон · g1 белый конь · h1 белая ладья | a8 чёрная ладья · b8 чёрный конь · c8 чёрный слон · d8 чёрный ферзь · e8 чёрный король · f8 чёрный слон · g8 чёрный конь · h8 чёрная ладья · a7 чёрная пешка · b7 чёрная пешка · c7 чёрная пешка · d7 чёрная пешка · e7 чёрная пешка · g7 чёрная пешка · h7 чёрная пешка · f5 чёрная пешка · d4 белая пешка · a2 белая пешка · b2 белая пешка · c2 белая пешка · e2 белая пешка · f2 белая пешка · g2 белая пешка · h2 белая пешка · a1 белая ладья · b1 белый конь · c1 белый слон · d1 белый ферзь · e1 белый король · f1 белый слон · g1 белый конь · h1 белая ладья | a8 чёрная ладья · b8 чёрный конь · c8 чёрный слон · d8 чёрный ферзь · e8 чёрный король · f8 чёрный слон · g8 чёрный конь · h8 чёрная ладья · a7 чёрная пешка · b7 чёрная пешка · c7 чёрная пешка · d7 чёрная пешка · e7 чёрная пешка · g7 чёрная пешка · h7 чёрная пешка · f5 чёрная пешка · d4 белая пешка · a2 белая пешка · b2 белая пешка · c2 белая пешка · e2 белая пешка · f2 белая пешка · g2 белая пешка · h2 белая пешка · a1 белая ладья · b1 белый конь · c1 белый слон · d1 белый ферзь · e1 белый король · f1 белый слон · g1 белый конь · h1 белая ладья | a8 чёрная ладья · b8 чёрный конь · c8 чёрный слон · d8 чёрный ферзь · e8 чёрный король · f8 чёрный слон · g8 чёрный конь · h8 чёрная ладья · a7 чёрная пешка · b7 чёрная пешка · c7 чёрная пешка · d7 чёрная пешка · e7 чёрная пешка · g7 чёрная пешка · h7 чёрная пешка · f5 чёрная пешка · d4 белая пешка · a2 белая пешка · b2 белая пешка · c2 белая пешка · e2 белая пешка · f2 белая пешка · g2 белая пешка · h2 белая пешка · a1 белая ладья · b1 белый конь · c1 белый слон · d1 белый ферзь · e1 белый король · f1 белый слон · g1 белый конь · h1 белая ладья | a8 чёрная ладья · b8 чёрный конь · c8 чёрный слон · d8 чёрный ферзь · e8 чёрный король · f8 чёрный слон · g8 чёрный конь · h8 чёрная ладья · a7 чёрная пешка · b7 чёрная пешка · c7 чёрная пешка · d7 чёрная пешка · e7 чёрная пешка · g7 чёрная пешка · h7 чёрная пешка · f5 чёрная пешка · d4 белая пешка · a2 белая пешка · b2 белая пешка · c2 белая пешка · e2 белая пешка · f2 белая пешка · g2 белая пешка · h2 белая пешка · a1 белая ладья · b1 белый конь · c1 белый слон · d1 белый ферзь · e1 белый король · f1 белый слон · g1 белый конь · h1 белая ладья | a8 чёрная ладья · b8 чёрный конь · c8 чёрный слон · d8 чёрный ферзь · e8 чёрный король · f8 чёрный слон · g8 чёрный конь · h8 чёрная ладья · a7 чёрная пешка · b7 чёрная пешка · c7 чёрная пешка · d7 чёрная пешка · e7 чёрная пешка · g7 чёрная пешка · h7 чёрная пешка · f5 чёрная пешка · d4 белая пешка · a2 белая пешка · b2 белая пешка · c2 белая пешка · e2 белая пешка · f2 белая пешка · g2 белая пешка · h2 белая пешка · a1 белая ладья · b1 белый конь · c1 белый слон · d1 белый ферзь · e1 белый король · f1 белый слон · g1 белый конь · h1 белая ладья | 3 |
| 2 | a8 чёрная ладья · b8 чёрный конь · c8 чёрный слон · d8 чёрный ферзь · e8 чёрный король · f8 чёрный слон · g8 чёрный конь · h8 чёрная ладья · a7 чёрная пешка · b7 чёрная пешка · c7 чёрная пешка · d7 чёрная пешка · e7 чёрная пешка · g7 чёрная пешка · h7 чёрная пешка · f5 чёрная пешка · d4 белая пешка · a2 белая пешка · b2 белая пешка · c2 белая пешка · e2 белая пешка · f2 белая пешка · g2 белая пешка · h2 белая пешка · a1 белая ладья · b1 белый конь · c1 белый слон · d1 белый ферзь · e1 белый король · f1 белый слон · g1 белый конь · h1 белая ладья | a8 чёрная ладья · b8 чёрный конь · c8 чёрный слон · d8 чёрный ферзь · e8 чёрный король · f8 чёрный слон · g8 чёрный конь · h8 чёрная ладья · a7 чёрная пешка · b7 чёрная пешка · c7 чёрная пешка · d7 чёрная пешка · e7 чёрная пешка · g7 чёрная пешка · h7 чёрная пешка · f5 чёрная пешка · d4 белая пешка · a2 белая пешка · b2 белая пешка · c2 белая пешка · e2 белая пешка · f2 белая пешка · g2 белая пешка · h2 белая пешка · a1 белая ладья · b1 белый конь · c1 белый слон · d1 белый ферзь · e1 белый король · f1 белый слон · g1 белый конь · h1 белая ладья | a8 чёрная ладья · b8 чёрный конь · c8 чёрный слон · d8 чёрный ферзь · e8 чёрный король · f8 чёрный слон · g8 чёрный конь · h8 чёрная ладья · a7 чёрная пешка · b7 чёрная пешка · c7 чёрная пешка · d7 чёрная пешка · e7 чёрная пешка · g7 чёрная пешка · h7 чёрная пешка · f5 чёрная пешка · d4 белая пешка · a2 белая пешка · b2 белая пешка · c2 белая пешка · e2 белая пешка · f2 белая пешка · g2 белая пешка · h2 белая пешка · a1 белая ладья · b1 белый конь · c1 белый слон · d1 белый ферзь · e1 белый король · f1 белый слон · g1 белый конь · h1 белая ладья | a8 чёрная ладья · b8 чёрный конь · c8 чёрный слон · d8 чёрный ферзь · e8 чёрный король · f8 чёрный слон · g8 чёрный конь · h8 чёрная ладья · a7 чёрная пешка · b7 чёрная пешка · c7 чёрная пешка · d7 чёрная пешка · e7 чёрная пешка · g7 чёрная пешка · h7 чёрная пешка · f5 чёрная пешка · d4 белая пешка · a2 белая пешка · b2 белая пешка · c2 белая пешка · e2 белая пешка · f2 белая пешка · g2 белая пешка · h2 белая пешка · a1 белая ладья · b1 белый конь · c1 белый слон · d1 белый ферзь · e1 белый король · f1 белый слон · g1 белый конь · h1 белая ладья | a8 чёрная ладья · b8 чёрный конь · c8 чёрный слон · d8 чёрный ферзь · e8 чёрный король · f8 чёрный слон · g8 чёрный конь · h8 чёрная ладья · a7 чёрная пешка · b7 чёрная пешка · c7 чёрная пешка · d7 чёрная пешка · e7 чёрная пешка · g7 чёрная пешка · h7 чёрная пешка · f5 чёрная пешка · d4 белая пешка · a2 белая пешка · b2 белая пешка · c2 белая пешка · e2 белая пешка · f2 белая пешка · g2 белая пешка · h2 белая пешка · a1 белая ладья · b1 белый конь · c1 белый слон · d1 белый ферзь · e1 белый король · f1 белый слон · g1 белый конь · h1 белая ладья | a8 чёрная ладья · b8 чёрный конь · c8 чёрный слон · d8 чёрный ферзь · e8 чёрный король · f8 чёрный слон · g8 чёрный конь · h8 чёрная ладья · a7 чёрная пешка · b7 чёрная пешка · c7 чёрная пешка · d7 чёрная пешка · e7 чёрная пешка · g7 чёрная пешка · h7 чёрная пешка · f5 чёрная пешка · d4 белая пешка · a2 белая пешка · b2 белая пешка · c2 белая пешка · e2 белая пешка · f2 белая пешка · g2 белая пешка · h2 белая пешка · a1 белая ладья · b1 белый конь · c1 белый слон · d1 белый ферзь · e1 белый король · f1 белый слон · g1 белый конь · h1 белая ладья | a8 чёрная ладья · b8 чёрный конь · c8 чёрный слон · d8 чёрный ферзь · e8 чёрный король · f8 чёрный слон · g8 чёрный конь · h8 чёрная ладья · a7 чёрная пешка · b7 чёрная пешка · c7 чёрная пешка · d7 чёрная пешка · e7 чёрная пешка · g7 чёрная пешка · h7 чёрная пешка · f5 чёрная пешка · d4 белая пешка · a2 белая пешка · b2 белая пешка · c2 белая пешка · e2 белая пешка · f2 белая пешка · g2 белая пешка · h2 белая пешка · a1 белая ладья · b1 белый конь · c1 белый слон · d1 белый ферзь · e1 белый король · f1 белый слон · g1 белый конь · h1 белая ладья | a8 чёрная ладья · b8 чёрный конь · c8 чёрный слон · d8 чёрный ферзь · e8 чёрный король · f8 чёрный слон · g8 чёрный конь · h8 чёрная ладья · a7 чёрная пешка · b7 чёрная пешка · c7 чёрная пешка · d7 чёрная пешка · e7 чёрная пешка · g7 чёрная пешка · h7 чёрная пешка · f5 чёрная пешка · d4 белая пешка · a2 белая пешка · b2 белая пешка · c2 белая пешка · e2 белая пешка · f2 белая пешка · g2 белая пешка · h2 белая пешка · a1 белая ладья · b1 белый конь · c1 белый слон · d1 белый ферзь · e1 белый король · f1 белый слон · g1 белый конь · h1 белая ладья | 2 |
| 1 | a8 чёрная ладья · b8 чёрный конь · c8 чёрный слон · d8 чёрный ферзь · e8 чёрный король · f8 чёрный слон · g8 чёрный конь · h8 чёрная ладья · a7 чёрная пешка · b7 чёрная пешка · c7 чёрная пешка · d7 чёрная пешка · e7 чёрная пешка · g7 чёрная пешка · h7 чёрная пешка · f5 чёрная пешка · d4 белая пешка · a2 белая пешка · b2 белая пешка · c2 белая пешка · e2 белая пешка · f2 белая пешка · g2 белая пешка · h2 белая пешка · a1 белая ладья · b1 белый конь · c1 белый слон · d1 белый ферзь · e1 белый король · f1 белый слон · g1 белый конь · h1 белая ладья | a8 чёрная ладья · b8 чёрный конь · c8 чёрный слон · d8 чёрный ферзь · e8 чёрный король · f8 чёрный слон · g8 чёрный конь · h8 чёрная ладья · a7 чёрная пешка · b7 чёрная пешка · c7 чёрная пешка · d7 чёрная пешка · e7 чёрная пешка · g7 чёрная пешка · h7 чёрная пешка · f5 чёрная пешка · d4 белая пешка · a2 белая пешка · b2 белая пешка · c2 белая пешка · e2 белая пешка · f2 белая пешка · g2 белая пешка · h2 белая пешка · a1 белая ладья · b1 белый конь · c1 белый слон · d1 белый ферзь · e1 белый король · f1 белый слон · g1 белый конь · h1 белая ладья | a8 чёрная ладья · b8 чёрный конь · c8 чёрный слон · d8 чёрный ферзь · e8 чёрный король · f8 чёрный слон · g8 чёрный конь · h8 чёрная ладья · a7 чёрная пешка · b7 чёрная пешка · c7 чёрная пешка · d7 чёрная пешка · e7 чёрная пешка · g7 чёрная пешка · h7 чёрная пешка · f5 чёрная пешка · d4 белая пешка · a2 белая пешка · b2 белая пешка · c2 белая пешка · e2 белая пешка · f2 белая пешка · g2 белая пешка · h2 белая пешка · a1 белая ладья · b1 белый конь · c1 белый слон · d1 белый ферзь · e1 белый король · f1 белый слон · g1 белый конь · h1 белая ладья | a8 чёрная ладья · b8 чёрный конь · c8 чёрный слон · d8 чёрный ферзь · e8 чёрный король · f8 чёрный слон · g8 чёрный конь · h8 чёрная ладья · a7 чёрная пешка · b7 чёрная пешка · c7 чёрная пешка · d7 чёрная пешка · e7 чёрная пешка · g7 чёрная пешка · h7 чёрная пешка · f5 чёрная пешка · d4 белая пешка · a2 белая пешка · b2 белая пешка · c2 белая пешка · e2 белая пешка · f2 белая пешка · g2 белая пешка · h2 белая пешка · a1 белая ладья · b1 белый конь · c1 белый слон · d1 белый ферзь · e1 белый король · f1 белый слон · g1 белый конь · h1 белая ладья | a8 чёрная ладья · b8 чёрный конь · c8 чёрный слон · d8 чёрный ферзь · e8 чёрный король · f8 чёрный слон · g8 чёрный конь · h8 чёрная ладья · a7 чёрная пешка · b7 чёрная пешка · c7 чёрная пешка · d7 чёрная пешка · e7 чёрная пешка · g7 чёрная пешка · h7 чёрная пешка · f5 чёрная пешка · d4 белая пешка · a2 белая пешка · b2 белая пешка · c2 белая пешка · e2 белая пешка · f2 белая пешка · g2 белая пешка · h2 белая пешка · a1 белая ладья · b1 белый конь · c1 белый слон · d1 белый ферзь · e1 белый король · f1 белый слон · g1 белый конь · h1 белая ладья | a8 чёрная ладья · b8 чёрный конь · c8 чёрный слон · d8 чёрный ферзь · e8 чёрный король · f8 чёрный слон · g8 чёрный конь · h8 чёрная ладья · a7 чёрная пешка · b7 чёрная пешка · c7 чёрная пешка · d7 чёрная пешка · e7 чёрная пешка · g7 чёрная пешка · h7 чёрная пешка · f5 чёрная пешка · d4 белая пешка · a2 белая пешка · b2 белая пешка · c2 белая пешка · e2 белая пешка · f2 белая пешка · g2 белая пешка · h2 белая пешка · a1 белая ладья · b1 белый конь · c1 белый слон · d1 белый ферзь · e1 белый король · f1 белый слон · g1 белый конь · h1 белая ладья | a8 чёрная ладья · b8 чёрный конь · c8 чёрный слон · d8 чёрный ферзь · e8 чёрный король · f8 чёрный слон · g8 чёрный конь · h8 чёрная ладья · a7 чёрная пешка · b7 чёрная пешка · c7 чёрная пешка · d7 чёрная пешка · e7 чёрная пешка · g7 чёрная пешка · h7 чёрная пешка · f5 чёрная пешка · d4 белая пешка · a2 белая пешка · b2 белая пешка · c2 белая пешка · e2 белая пешка · f2 белая пешка · g2 белая пешка · h2 белая пешка · a1 белая ладья · b1 белый конь · c1 белый слон · d1 белый ферзь · e1 белый король · f1 белый слон · g1 белый конь · h1 белая ладья | a8 чёрная ладья · b8 чёрный конь · c8 чёрный слон · d8 чёрный ферзь · e8 чёрный король · f8 чёрный слон · g8 чёрный конь · h8 чёрная ладья · a7 чёрная пешка · b7 чёрная пешка · c7 чёрная пешка · d7 чёрная пешка · e7 чёрная пешка · g7 чёрная пешка · h7 чёрная пешка · f5 чёрная пешка · d4 белая пешка · a2 белая пешка · b2 белая пешка · c2 белая пешка · e2 белая пешка · f2 белая пешка · g2 белая пешка · h2 белая пешка · a1 белая ладья · b1 белый конь · c1 белый слон · d1 белый ферзь · e1 белый король · f1 белый слон · g1 белый конь · h1 белая ладья | 1 |
|   | a | b | c | d | e | f | g | h |   |

Полузакрытые дебюты (введено по аналогии с полуоткрытыми дебютами) — дебюты, начинающиеся ходом 1. d2—d4 со стороны белых и любым ходом, кроме 1…d7—d5, со стороны чёрных. Бо́льшая часть этих дебютов возникла из-за стремления чёрных уклониться от ферзевого гамбита, который долгое время считался идеальным дебютом для белых. 
Советский и российский шахматист и шахматный литератор Евгений Гик в первой из четырёх статей цикла, посвященного дебютам, отмечает, что в XVIII—XIX вв., когда развивалась современная теория, партии чаще всего стартовали именно ходом е2 — е4, в других случаях возникал один из закрытых дебютов… Такая классификация сохранилась до наших дней. Однако впоследствии закрытые дебюты стали встречаться гораздо чаще», тогда и появился термин полузакрытые дебюты. «Иначе говоря, в случае 1. d2 — d4 d7 — d5 мы называем дебют закрытым, а если на 1. d2 — d4 чёрные избегают симметрии или вообще белые на первом ходу отказываются от движения центральных пешек на два поля вперёд, то дебют — полузакрытый».

## Список полузакрытых дебютов
| - Атака Тромповского - Будапештский гамбит - Волжский гамбит - Гамбит Блюменфельда - Гамбит Энглунда - Голландская защита - Гамбит Крейчика - Гамбит Стаунтона - Шведский гамбит | - Дебют ферзевой пешки - Защита Бенони - Защита Боголюбова - Защита Грюнфельда - Защита Нимцовича - Индийская защита - Новоиндийская защита - Польская защита - Староиндийская защита |